# 2022年6月深圳市2019冠状病毒病聚集性疫情
2022年6月深圳市2019冠状病毒病聚集性疫情或2022年6－8月深圳市2019冠状病毒病聚集性疫情，是指自2022年6月18日在广东省深圳市发生的2019冠状病毒病本土聚集性疫情，也是深圳市于2022年发生的第四波本土疫情，自7月15日以来的疫情由嚴重急性呼吸道症候群冠狀病毒2型Omicron變異株BA.2亚型及BA.5亚型主导。2022年6月18日，深圳在社区筛查中发现2例新冠病毒无症状感染者，随后疫情呈多点散发、口岸关联和社区传播等特点，进展迅速，并确认外溢至广州市。

## 背景
自2022年4月后，深圳市本土疫情趋缓，维持了常态化核酸的要求，市民出入所有公共场合、公共交通及社区均要求查验72小时内核酸阴性证明。这种政策一度有效地遏制了深圳市的本土疫情发展，及时的排查出了多个有传播威胁的感染源。但进入6月中旬后，香港第五波疫情出现反弹，澳门亦爆发新一轮疫情，深圳临近港澳，跨境运输往来频繁，深圳疫情防控面临严峻挑战。

## 确诊时序

### 深圳市
- 2022年6月18日0-24时，深圳市福田区、罗湖区在社区筛查中发现2例无症状感染者[4]。
- 2022年6月19日0-24时，深圳市无本土新增病例[16]。
- 2022年6月20日0-24时，深圳市新增2例无症状感染者[17]。
- 2022年6月21日0-24时，深圳市无本土新增病例[18]。
- 2022年6月22日0-24时，深圳市新增3例无症状感染者[19]。
- 2022年6月23日0-24时，深圳市新增1例确诊病例和4例无症状感染者[20]。
- 2022年6月24日0-24时，深圳市新增5例确诊病例（其中1例为无症状感染者转确诊病例）和2例无症状感染者[21]。
- 2022年6月25日0-24时，深圳市新增4例无症状感染者[22]。
- 2022年6月26日0-24时，深圳市新增3例无症状感染者[23]。
- 2022年6月27日0-24时，深圳市新增1例确诊病例和4例无症状感染者[24]。
- 2022年6月28日0-24时，深圳市新增1例确诊病例和2例无症状感染者[25]。
- 2022年6月29日0-24时，深圳市新增2例确诊病例（其中1例为无症状感染者转确诊病例）和2例无症状感染者[26]。
- 2022年6月30日0-24时，深圳市新增2例无症状感染者[27]。
- 2022年7月1日0-24时，深圳市新增1例无症状感染者[28]。
- 2022年7月2日0-24时，深圳市无本土新增病例[18]。
- 2022年7月3日0-24时，深圳市无本土新增病例[29]。
- 2022年7月4日0-24时，深圳市新增1例无症状感染者[30]。
- 2022年7月5日0-24时，深圳市无本土新增病例[31]。
- 2022年7月6日0-24时，深圳市新增1例确诊病例和1例无症状感染者[32]。
- 2022年7月7日0-24时，深圳市新增2例确诊病例和4例无症状感染者[33]。
- 2022年7月8日0-24时，深圳市新增1例无症状感染者[34]。
- 2022年7月9日0-24时，深圳市新增1例确诊病例和2例无症状感染者[35]。
- 2022年7月10日0-24时，深圳市新增2例确诊病例（其中1例为无症状感染者转确诊病例）和1例无症状感染者[36]。
- 2022年7月11日0-24时，深圳市新增4例无症状感染者[37]。
- 2022年7月12日0-24时，深圳市新增1例确诊病例和1例无症状感染者（其中1例在已隔离观察的外省返深密接人员排查中发现）[38]。
- 2022年7月13日0-24时，深圳市新增1例确诊病例和1例无症状感染者[39]。
- 2022年7月14日0-24时，深圳市新增1例确诊病例（该病例为外省返深人员在主动就诊中发现）和1例无症状感染者[40]。
- 2022年7月15日0-24时，深圳市新增5例无症状感染者[41]。
- 2022年7月16日0-24时，深圳市新增2例确诊病例和2例无症状感染者[42]。
- 2022年7月17日0-24时，深圳市新增1例确诊病例和8例无症状感染者[43]。
- 2022年7月18日0-24时，深圳市新增3例确诊病例和5例无症状感染者[44]。
- 2022年7月19日0-24时，深圳市新增14例确诊病例和5例无症状感染者[45]。
- 2022年7月20日0-24时，深圳市新增17例确诊病例和5例无症状感染者[46]。
- 2022年7月21日0-24时，深圳市新增7例确诊病例和13例无症状感染者[47]。
- 2022年7月22日0-24时，深圳市新增22例确诊病例和9例无症状感染者[48]。
- 2022年7月23日0-24时，深圳市新增10例确诊病例（其中1例为无症状感染者转确诊病例）和10例无症状感染者[49]。
- 2022年7月24日0-24时，深圳市新增9例确诊病例（其中1例为无症状感染者转确诊病例）和13例无症状感染者[50]。
- 2022年7月25日0-24时，深圳市新增5例确诊病例（其中1例为无症状感染者转确诊病例）和15例无症状感染者[51]。
- 2022年7月26日0-24时，深圳市新增2例确诊病例（其中1例为无症状感染者转确诊病例）和3例无症状感染者[52]。
- 2022年7月27日0-24时，深圳市新增4例确诊病例和8例无症状感染者[53]。
- 2022年7月28日0-24时，深圳市新增2例确诊病例和2例无症状感染者[54]。
- 2022年7月29日0-24时，深圳市新增1例确诊病例（该病例为无症状感染者转确诊病例）和2例无症状感染者[55]。
- 2022年7月30日0-24时，深圳市新增1例确诊病例和2例无症状感染者[56]。
- 2022年7月31日0-24时，深圳市新增1例无症状感染者[57]。
- 2022年8月1日0-24时，深圳市新增1例无症状感染者[58]。
- 2022年8月2日0-24时，深圳市新增1例无症状感染者[59]。
- 2022年8月3日0时至8月10日24时，深圳市连续8天无本土新增病例[60]。
- 2022年8月11日0-24时，深圳市新增1例确诊病例[61]。
- 2022年8月12日0-24时，深圳市新增1例确诊病例和2例无症状感染者（其中1例在外省返深的重点人员筛查中发现，1例在已隔离观察的外省返深密接人员排查中发现）[62][註 1]。
- 2022年8月13日0-24时，深圳市无本土新增病例[63]。
- 2022年8月14日0-24时，深圳在外省返深的重点人员筛查中发现1例新冠肺炎确诊病例，另有1例从无症状感染者转为确诊病例[64][註 1]。
- 2022年8月15日0-24时，深圳在已隔离观察的外地返深密接人员排查中发现2例新冠病毒无症状感染者[65][註 2]。
- 2022年8月16日0时至17日24时，深圳市连续2天无本土新增病例[66][67]。
- 2022年8月18日0-24时，深圳市在已集中隔离观察的外地返深密接人员中发现1例无症状感染者[68][註 2]。
- 2022年8月19日0-24时，深圳市新增2例新冠病毒无症状感染者（其中1例在已隔离观察的外省返深重点人员筛查中发现，1例在已隔离观察的外省输入病例密接人员排查中发现）[69][註 2]。

### 广州市
- 2022年7月23日0-24时，广州市新增1例外地来穗确诊病例，当天接报外市检出一管“10混1”可疑阳性，该人员乘坐高铁G9532次列车从深圳北站抵达广州南站[6][70]。

## 溯源调查
7月24日，深圳市卫生健康委二级巡视员林汉城介绍，自7月15日以来的疫情已出病例的基因测序结果均为奥密克戎变异株BA.2进化分支。7月25日，网传深圳市福田区金碧社区、下沙社区确诊人员感染奥密克戎变异株BA.5.1进化分支。而7月15日前病例的基因测序结果暂未对外公布。

## 反应

### 深圳市

#### 分区防疫
本轮疫情继续沿用分区防疫策略，在感染者住所及工作地划定若干个封控区、管控区和防范区。
7月7日起，深圳各区新冠肺炎疫情防控指挥部办公室按照《新型冠状病毒肺炎疫情防控方案（第九版）》相关规定，决定划定高风险区、中风险区和低风险区，不再划定封控区、管控区和防范区。
| 区       | 街道     | 具体地址 | 调整日期 |
| -------- | -------- | --- | --- |
| 福田区   | 福田街道 | 皇岗新村一期A区（第149号-第156号） | 常态化防控→高风险：7月7日0时 高风险→中风险：7月14日0时 中风险→低风险：7月17日0时                                                                                   |
| 福田区   | 福田街道 | 福田南路34号小区（综合楼、生活区篮球场除外） | 低风险→高风险：7月16日15时 高风险→中风险：7月23日16时 中风险→低风险：7月26日16时                                                                                   |
| 福田区   | 福田街道 | 皇岗新村一期（除高风险区外） | 常态化防控→中风险：7月7日0时 中风险→低风险：7月14日0时 |
| 福田区   | 福田街道 | 福田南路50号小区、滨河大道3027号小区、皇悦街4号楼、广银大厦、外运大厦、公路大厦                                                                         | 低风险→中风险：7月16日15时 中风险→低风险：7月23日16时 |
| 福田区   | 福田街道 | 福田街道全域（除高、中风险区外） | 常态化防控→低风险（第一次）：7月7日0时 低风险→常态化防控（第一次）：7月26日16时                                                                                    |
| 福田区   | 沙头街道 | 新洲社区祠堂村文化广场以南区域（新洲二街—新洲六街—祠堂村一街—祠堂村文化广场南侧围合区域）                                                               | 常态化防控→高风险：7月15日5时 高风险→中风险：7月22日5时 中风险→低风险：7月25日5时                                                                                  |
| 福田区   | 沙头街道 | 沙尾社区沙尾东村第10-13栋、第18-22栋 | 低风险→高风险：7月22日24时 高风险→中风险：7月30日0时 中风险→低风险：8月2日0时                                                                                      |
| 福田区   | 沙头街道 | 鸿景湾名苑A座海逸阁 | 低风险→高风险：7月24日0时 高风险→中风险：7月31日5时 中风险→低风险：8月3日5时                                                                                       |
| 福田区   | 沙头街道 | 下沙村三坊第9栋－13栋、第23栋－30栋、第41栋－47栋、第61栋                                                                                               | 低风险→高风险：7月25日0时 高风险→中风险：8月1日0时 中风险→低风险：8月4日0时                                                                                        |
| 福田区   | 沙头街道 | 沙尾西村第40-41栋、第246栋、第248-249栋、第255栋、第256-257栋、第258栋-260栋                                                                            | 低风险→高风险：7月30日0时 高风险→中风险：8月6日0时 中风险→低风险：8月9日0时                                                                                        |
| 福田区   | 沙头街道 | 新洲社区祠堂村文化广场以北区域（新洲七街—新洲二街—祠堂村一街—金福苑以东围合区域）、南溪新苑小区、祠堂村文化广场                                         | 常态化防控→中风险：7月15日5时 中风险→低风险：7月22日5时 |
| 福田区   | 沙头街道 | 沙尾社区沙尾东路—五号路—东村一路围合区域（高风险区、电房1除外）                                                                                         | 低风险→高风险：7月22日24时 中风险→低风险：7月30日0时 |
| 福田区   | 沙头街道 | 下沙村三坊（高风险区除外） | 低风险→中风险：7月25日0时 中风险→低风险：8月1日0时 |
| 福田区   | 沙头街道 | 沙尾西村第226栋、第228-230栋、第247栋、第250栋、第251栋、第252-253栋、第261-263栋、第264-265栋、第266栋、第267栋、第276栋、第277栋、第400栋             | 低风险→中风险：7月30日0时 中风险→低风险：8月6日0时 |
| 福田区   | 沙头街道 | 沙头街道全域（高、中风险区除外） | 常态化防控→低风险（第一次）：7月15日5时 低风险→常态化防控（第一次）：8月9日0时                                                                                     |
| 福田区   | 福保街道 | 福保社区丽港湾丽湾阁 | 常态化防控→高风险：7月17日12时 高风险→中风险：7月24日9时 中风险→低风险：7月27日9时                                                                                 |
| 福田区   | 福保街道 | 福保社区福源花园三期南海苑 | 低风险→高风险：7月18日0时 高风险→中风险：7月25日1时 中风险→低风险：7月28日1时                                                                                      |
| 福田区   | 福保街道 | 圆梦园怡轩阁A单元、帝涛豪园第2栋、菩堤路118号宿舍A单元                                                                                                  | 低风险→高风险：7月19日0时 高风险→中风险：7月26日16时 中风险→低风险：7月29日16时                                                                                    |
| 福田区   | 福保街道 | 菩堤路118号宿舍A单元 | 低风险→高风险：7月19日0时 高风险→中风险：7月25日21时 中风险→低风险：7月28日21时                                                                                    |
| 福田区   | 福保街道 | 圆梦园怡轩阁A单元 | 低风险→高风险：7月19日0时 高风险→中风险：7月26日0时 |
| 福田区   | 福保街道 | 福源花园二期D1栋 | 低风险→高风险：7月19日14时 高风险→中风险：7月26日14时 中风险→低风险：7月29日14时                                                                                   |
| 福田区   | 福保街道 | 朗庭豪园 | 低风险→高风险：7月20日12时 高风险→中风险：7月27日13时 中风险→低风险：7月30日13时                                                                                   |
| 福田区   | 福保街道 | 帝涛豪园第1栋 | 低风险→中风险：7月19日0时 中风险→高风险：7月20日12时 高风险→中风险：7月26日16时 中风险→低风险：7月29日16时                                                         |
| 福田区   | 福保街道 | 明月社区天健阳光华苑B座 | 低风险→高风险：7月24日17时 高风险→中风险：7月31日16时 中风险→低风险：8月3日16时                                                                                    |
| 福田区   | 福保街道 | 福保社区红树福苑第5栋 | 常态化防控→高风险：8月12日9时 高风险→中风险：8月19日9时 中风险→低风险：8月22日9时                                                                                  |
| 福田区   | 福保街道 | 福保社区宝瑞轩福宏阁3单元、丽港湾（高风险区除外） | 常态化防控→中风险：7月17日12时 中风险→低风险：7月27日13时 |
| 福田区   | 福保街道 | 丽港湾（高风险区除外） | 常态化防控→中风险：7月17日12时 中风险→低风险：7月24日9时 |
| 福田区   | 福保街道 | 福保社区福源花园三期（高风险区除外） | 低风险→中风险：7月18日0时 中风险→低风险：7月25日1时 |
| 福田区   | 福保街道 | 圆梦园（高风险区除外），帝涛豪园第1栋，菩堤路118号宿舍B单元、C单元                                                                                      | 低风险→中风险：7月19日0时 高风险→中风险：7月26日0时 |
| 福田区   | 福保街道 | 菩提路118号宿舍B单元、C单元 | 低风险→中风险：7月19日0时 中风险→低风险：7月25日21时 |
| 福田区   | 福保街道 | 福源花园一期、二期（高风险区除外） | 低风险→中风险：7月19日14时 中风险→低风险：7月26日14时 |
| 福田区   | 福保街道 | 宝瑞轩（福宏阁3单元除外）、长宝大厦 | 低风险→中风险：7月20日12时 中风险→低风险：7月27日13时 |
| 福田区   | 福保街道 | 明月社区天健阳光华苑A座 | 低风险→中风险：7月24日17时 中风险→低风险：7月31日16时 |
| 福田区   | 福保街道 | 福保社区红树福苑第6栋 | 常态化防控→中风险：8月12日9时 中风险→低风险：8月19日9时 |
| 福田区   | 福保街道 | 福保街道全域（高、中风险区除外） | 常态化防控→低风险（第一次）：7月17日12时 低风险→常态化防控（第一次）：8月3日16时 常态化防控→低风险（第二次）：8月12日9时 低风险→常态化防控（第二次）：8月22日9时   |
| 福田区   | 莲花街道 | 万科金色家园第1-5栋 | 常态化防控→高风险：7月22日2时 高风险→中风险：7月29日0时 中风险→低风险：8月1日0时                                                                                   |
| 福田区   | 莲花街道 | 万科金色家园小区（高风险区除外） | 常态化防控→中风险：7月22日2时 中风险→低风险：7月29日0时 |
| 福田区   | 莲花街道 | 莲花街道（高、中风险区除外） | 常态化防控→低风险：7月22日2时 低风险→常态化防控：8月1日0时 |
| 福田区   | 南园街道 | 南园社区统建商住楼丁栋（不含裙楼部分） | 常态化防控→高风险：7月22日21时 高风险→中风险：7月29日18时 中风险→低风险：8月1日18时                                                                                |
| 福田区   | 南园街道 | 沙埔头村东第57号-58号、第61号-64号 | 低风险→高风险：7月23日13时 高风险→中风险：7月30日8时 中风险→低风险：8月2日8时                                                                                      |
| 福田区   | 南园街道 | 南园社区统建商住楼甲栋、乙栋、丙栋及全体裙楼 | 常态化防控→中风险：7月22日21时 中风险→低风险：7月29日18时 |
| 福田区   | 南园街道 | 沙埔头村东第40号-44号、第46号-56号、第59号A、第59号B、第60号、第65号-68号、第70号-74号、第76号-78号、第79号A、第79号B、第80号、第82号-86号、第88号-89号 | 低风险→中风险：7月23日13时 中风险→低风险：7月30日8时 |
| 福田区   | 南园街道 | 南园街道（高、中风险区除外） | 常态化防控→低风险：7月22日21时 低风险→常态化防控：8月2日8时 |
| 南山区   | 沙河街道 | 白石洲村东三坊 | 常态化防控→高风险：7月6日12时 高风险→中风险：7月13日12时 中风险→低风险：7月16日12时                                                                                |
| 南山区   | 沙河街道 | 白石洲村东三坊、东四坊、西二坊 | 低风险→高风险：7月18日12时 高风险→中风险：7月28日23时45分 中风险→低风险：7月31日23时45分                                                                           |
| 南山区   | 沙河街道 | 白石洲村西二坊 | 低风险→高风险：7月18日12时 高风险→中风险：7月25日12时 中风险→低风险：7月28日23时45分                                                                               |
| 南山区   | 沙河街道 | 白石洲村（除高风险区外） | 常态化防控→中风险（第一次）：7月6日12时 中风险→低风险（第一次）：7月13日12时 低风险→中风险（第二次）：7月18日12时 中风险→低风险（第二次）：7月28日23时45分         |
| 南山区   | 沙河街道 | 沙河街道全域（除中、高风险区外） | 常态化防控→低风险：7月6日12时 低风险→常态化防控：8月2日18时 |
| 南山区   | 粤海街道 | 龙城花园东南区（1栋、3栋、6栋） | 低风险→高风险：7月11日12时 高风险→中风险：7月18日12时 中风险→低风险：7月21日12时                                                                                   |
| 南山区   | 粤海街道 | 铜鼓社区华润润府三期4栋 | 低风险→高风险：7月13日12时 高风险→中风险：7月20日12时 中风险→低风险：7月23日12时                                                                                   |
| 南山区   | 粤海街道 | 岸芷汀兰1栋 | 低风险→高风险：7月16日12时 高风险→中风险：7月23日12时 中风险→低风险：7月26日12时                                                                                   |
| 南山区   | 粤海街道 | 锦隆花园锦晖阁A栋、锦云阁B栋 | 低风险→高风险：7月18日12时 高风险→中风险：7月25日12时 中风险→低风险：7月28日12时                                                                                   |
| 南山区   | 粤海街道 | 帝景园二期A、B单元 | 低风险→高风险：7月22日12时 高风险→中风险：7月29日12时 中风险→低风险：8月1日12时                                                                                    |
| 南山区   | 粤海街道 | 润府二期D栋 | 常态化防控→高风险：8月11日12时 高风险→中风险：8月18日12时 中风险→低风险：8月21日12时                                                                               |
| 南山区   | 粤海街道 | 龙城花园（除高风险区外） | 低风险→中风险：7月11日12时 中风险→低风险：7月18日12时 |
| 南山区   | 粤海街道 | 铜鼓社区华润润府三期（除高风险区外） | 低风险→中风险：7月13日12时 中风险→低风险：7月20日12时 |
| 南山区   | 粤海街道 | 岸芷汀兰小区（除高风险区外） | 低风险→中风险：7月16日12时 中风险→低风险：7月23日12时 |
| 南山区   | 粤海街道 | 锦隆花园小区（除高风险区外） | 低风险→中风险：7月18日12时 中风险→低风险：7月25日12时 |
| 南山区   | 粤海街道 | 帝景园（除高风险区外） | 低风险→中风险：7月22日12时 中风险→低风险：7月29日12时 |
| 南山区   | 粤海街道 | 润府二期（除高风险区外） | 常态化防控→中风险：8月11日12时 中风险→低风险：8月18日12时 |
| 南山区   | 粤海街道 | 粤海街道全域（除中、高风险区外） | 常态化防控→低风险（第一次）：7月6日12时 低风险→常态化防控（第一次）：8月2日18时 常态化防控→低风险（第二次）：8月11日12时 低风险→常态化防控（第二次）：8月22日12时  |
| 南山区   | 西丽街道 | 九祥岭村西区第13、14A、14B、15、16、17栋，九祥岭村东区第89、90、91、97、98、99栋                                                                        | 常态化防控→高风险：7月16日12时 高风险→中风险：7月23日12时 中风险→低风险：7月26日12时                                                                               |
| 南山区   | 西丽街道 | 九祥岭工业区1栋 | 低风险→高风险：7月18日8时 高风险→中风险：7月25日8时 中风险→低风险：7月28日8时                                                                                      |
| 南山区   | 西丽街道 | 松坪村三期东区2栋、3栋 | 低风险→高风险：7月20日14时 高风险→中风险：7月30日12时 中风险→低风险：8月2日12时                                                                                    |
| 南山区   | 西丽街道 | 松坪村三期东区 | 低风险→中风险：7月20日14时 中风险→高风险：7月21日10时 高风险→中风险：7月30日12时 中风险→低风险：8月2日12时                                                         |
| 南山区   | 西丽街道 | 科苑新区13栋 | 低风险→高风险：7月23日12时 高风险→中风险：7月30日18时 中风险→低风险：8月2日12时                                                                                    |
| 南山区   | 西丽街道 | 林喜公寓4栋 | 常态化防控→高风险：8月12日12时 高风险→中风险：8月19日12时 中风险→低风险：8月22日12时                                                                               |
| 南山区   | 西丽街道 | 九祥岭村（除高风险区外） | 常态化防控→中风险（第一次）：7月16日12时 中风险→低风险（第一次）：7月26日12时 常态化防控→中风险（第二次）：8月29日12时                                             |
| 南山区   | 西丽街道 | 九祥岭工业区（除高风险区外） | 低风险→中风险：7月18日8时 中风险→低风险：7月26日12时 |
| 南山区   | 西丽街道 | 松坪村三期西区 | 低风险→中风险：7月21日10时 中风险→低风险：7月28日12时 |
| 南山区   | 西丽街道 | 科苑新区（除高风险区外） | 低风险→中风险：7月23日12时 中风险→低风险：7月30日12时 |
| 南山区   | 西丽街道 | 林喜公寓（除高风险区外） | 常态化防控→中风险：8月12日12时 中风险→低风险：8月19日12时 |
| 南山区   | 西丽街道 | 西丽街道全域（除高、中风险区外） | 常态化防控→低风险（第一次）：7月16日12时 低风险→常态化防控（第一次）：8月2日18时 常态化防控→低风险（第二次）：8月12日12时 低风险→常态化防控（第二次）：8月22日12时 |
| 罗湖区   | 黄贝街道 | 东深大院中区（7、8、9栋） | 常态化防控→高风险：7月7日9时 高风险→中风险：7月14日9时 中风险→低风险：7月17日9时                                                                                   |
| 罗湖区   | 黄贝街道 | 黄贝岭中村50、54、55、56、64、65栋 | 低风险→高风险：7月7日13时 高风险→中风险：7月14日13时 中风险→低风险：7月17日13时                                                                                    |
| 罗湖区   | 黄贝街道 | 水库社区爱国路4006号宿舍E栋 | 低风险→高风险：7月17日8时 高风险→中风险：7月24日8时 中风险→低风险：7月27日8时                                                                                      |
| 罗湖区   | 黄贝街道 | 芳春花园1栋 | 常态化防控→高风险：7月30日8时 高风险→中风险：8月6日8时 中风险→低风险：8月9日8时                                                                                    |
| 罗湖区   | 黄贝街道 | 东深大院（除高风险区外） | 低风险→中风险：7月7日9时 中风险→低风险：7月14日9时 |
| 罗湖区   | 黄贝街道 | 黄贝岭中村1栋至88栋（除高风险区外） | 低风险→中风险：7月7日13时 中风险→低风险：7月14日13时 |
| 罗湖区   | 黄贝街道 | 爱国路及沙湾路以东，东湖宾馆以南，东湖公园西边内部路以西，爱国路4006号南边与山林交界处以北合围区域（除高风险区外）                                      | 低风险→中风险：7月17日8时 中风险→低风险：7月24日8时 |
| 罗湖区   | 黄贝街道 | 芳春花园及深港新村围合区域（除高风险区外） | 常态化防控→中风险：7月30日8时 中风险→低风险：8月6日8时 |
| 罗湖区   | 黄贝街道 | 黄贝街道全域（除中、高风险区外） | 常态化防控→低风险（第一次）：7月7日9时 低风险→常态化防控（第一次）：7月27日8时 常态化防控→低风险（第二次）：7月30日8时 低风险→常态化防控（第二次）：8月9日8时      |
| 罗湖区   | 南湖街道 | 罗湖新村东区（81、82、83、84、85、86、87、88、89、90号）                                                                                                | 常态化防控→高风险：7月7日9时 高风险→中风险：7月14日9时 中风险→低风险：7月17日9时                                                                                   |
| 罗湖区   | 南湖街道 | 罗湖桥社区房地产大厦 | 常态化防控→高风险：7月7日9时 高风险→中风险：7月14日9时 中风险→低风险：7月17日9时                                                                                   |
| 罗湖区   | 南湖街道 | 罗湖新村（除高风险区外） | 常态化防控→中风险：7月7日9时 中风险→低风险：7月14日9时 |
| 罗湖区   | 南湖街道 | 南湖街道全域（除中、高风险区外） | 常态化防控→低风险：7月7日9时 低风险→常态化防控：7月17日9时 |
| 罗湖区   | 东门街道 | 一品雅园东门168北座 | 常态化防控→高风险：7月7日9时 高风险→中风险：7月14日9时 中风险→低风险：7月17日9时                                                                                   |
| 罗湖区   | 东门街道 | 一品雅园东门168南座 | 常态化防控→中风险：7月7日9时 中风险→低风险：7月14日9时 |
| 罗湖区   | 东门街道 | 东门街道全域（除中、高风险区外） | 常态化防控→低风险：7月7日9时 低风险→常态化防控：7月17日9时 |
| 罗湖区   | 莲塘街道 | 兰亭国际二座（5楼至50楼） | 常态化防控→高风险：7月8日8时 高风险→中风险：7月15日8时 中风险→低风险：7月18日8时                                                                                   |
| 罗湖区   | 莲塘街道 | 鹏兴花园五期64栋 | 低风险→高风险：7月15日8时 高风险→中风险：7月24日8时 中风险→低风险：7月27日8时                                                                                      |
| 罗湖区   | 莲塘街道 | 港莲二村第12栋 | 低风险→高风险：7月15日8时 高风险→中风险：7月24日8时 中风险→低风险：7月27日8时                                                                                      |
| 罗湖区   | 莲塘街道 | 桐景花园帝景阁 | 低风险→高风险：7月17日8时 高风险→中风险：7月24日8时 中风险→低风险：7月27日8时                                                                                      |
| 罗湖区   | 莲塘街道 | 鹏兴花园五期、鹏莲花园 | 低风险→中风险：7月15日8时 中风险→高风险：7月17日8时 高风险→中风险：7月24日8时 中风险→低风险：7月27日8时                                                            |
| 罗湖区   | 莲塘街道 | 莲塘花园1栋2单元 | 低风险→高风险：7月18日8时 高风险→中风险：7月25日8时 中风险→低风险：7月28日8时                                                                                      |
| 罗湖区   | 莲塘街道 | 兰亭国际一座（6楼至50楼） | 常态化防控→中风险：7月8日8时 中风险→低风险：7月15日8时 |
| 罗湖区   | 莲塘街道 | 鹏兴花园五期（除高风险区外）、鹏莲花园、城市东座、名骏豪庭、港莲一村（1至17栋、101栋、102栋）、港莲二村、莲南小学、莲塘房地产幼儿园                     | 低风险→中风险：7月15日8时 低风险→中风险（扩大至罗沙路以南）：7月17日8时 中风险→低风险：7月24日8时                                                                  |
| 罗湖区   | 莲塘街道 | 莲三支路以东，罗沙路以南，边防线一线公路以北合围区域（除高风险区及现有中风险区外）                                                                      | 低风险→中风险：7月15日8时 低风险→中风险（扩大至罗沙路以南）：7月17日8时 中风险→低风险：7月24日8时                                                                  |
| 罗湖区   | 莲塘街道 | 莲塘花园小区围合区域（除高风险区外） | 低风险→中风险：7月18日8时 中风险→低风险：7月25日8时 |
| 罗湖区   | 莲塘街道 | 莲塘街道全域（除中、高风险区外） | 常态化防控→低风险（第一次）：7月8日8时 低风险→常态化防控（第一次）：7月28日8时 常态化防控→中风险（第二次）：8月30日8时                                             |
| 罗湖区   | 东湖街道 | 观山祥苑临近05、06生活区 | 常态化防控→高风险：7月15日8时 高风险→中风险：7月22日8时 中风险→低风险：7月25日8时                                                                                  |
| 罗湖区   | 东湖街道 | 观山祥苑、观山瑞苑、深港驾校围合区域（除高风险区外） | 常态化防控→中风险：7月15日8时 中风险→低风险：7月22日8时 |
| 罗湖区   | 东湖街道 | 东湖街道全域（除中、高风险区外） | 常态化防控→低风险：7月15日8时 低风险→常态化防控：7月25日8时 |
| 罗湖区   | 桂园街道 | 松园社区锦程国际三栋 | 常态化防控→高风险：7月17日8时 高风险→中风险：7月24日8时 中风险→低风险：7月27日8时                                                                                  |
| 罗湖区   | 桂园街道 | 红宝路38号大院7栋 | 低风险→高风险：7月18日8时 高风险→中风险：7月25日8时 中风险→低风险：7月28日8时                                                                                      |
| 罗湖区   | 桂园街道 | 松园社区锦程国际以及红岭中路2022号办公楼合围区域（除高风险区外）                                                                                        | 常态化防控→中风险：7月17日8时 中风险→低风险：7月24日8时 |
| 罗湖区   | 桂园街道 | 红宝路38号大院1、2、5、8、9、10、11、12、13、20栋及红宝路28号办公楼围合区域（除高风险区外）                                                             | 低风险→中风险：7月18日8时 中风险→低风险：7月25日8时 |
| 罗湖区   | 桂园街道 | 桂园街道全域（除中、高风险区外） | 常态化防控→低风险：7月17日8时 低风险→常态化防控：7月28日8时 |
| 罗湖区   | 笋岗街道 | 宝岗路桃花园2-3-5栋、16栋围合区 | 常态化防控→高风险：7月21日8时 高风险→中风险：7月29日8时 中风险→低风险：8月1日8时                                                                                   |
| 罗湖区   | 笋岗街道 | 宝岗路以东、梅园路以南、广深铁路线以西（除笋岗村及桃园路86号综合楼外）、河西一路以北围合区域（除高风险区外）                                            | 常态化防控→中风险：7月21日8时 中风险→低风险：7月29日8时 |
| 罗湖区   | 笋岗街道 | 笋岗村141至163栋、165至167栋、177至181栋 | 常态化防控→中风险：7月21日8时 中风险→低风险：7月29日8时 |
| 罗湖区   | 笋岗街道 | 粤华楼、桃园路100号 | 常态化防控→中风险：7月21日8时 中风险→低风险：7月29日8时 |
| 罗湖区   | 笋岗街道 | 梅园新村1至8栋、裕华大厦、裕华单身公寓、裕华宿舍楼、银山楼C座围合区域                                                                                   | 常态化防控→中风险：7月21日8时 中风险→低风险：7月29日8时 |
| 罗湖区   | 笋岗街道 | 宝龙嘉园、桃园路88号、金丽花园、五金花园 | 常态化防控→中风险：7月21日8时 中风险→低风险：7月28日8时 |
| 罗湖区   | 笋岗街道 | 笋岗街道全域（除中、高风险区外） | 常态化防控→低风险：7月21日8时 低风险→常态化防控：8月1日8时 常态化防控→低风险：8月28日8时                                                                           |
| 龙华区   | 民治街道 | 民乐社区民乐翠园第9栋 | 常态化防控→高风险：7月9日12时 高风险→中风险：7月19日12时 中风险→低风险：7月22日12时                                                                                |
| 龙华区   | 民治街道 | 民乐社区民乐翠园第8栋 | 常态化防控→高风险：7月9日12时 高风险→中风险：7月16日12时 中风险→低风险：7月19日12时                                                                                |
| 龙华区   | 民治街道 | 北站社区龙悦居2期第4栋 | 低风险→高风险：7月13日0时 高风险→中风险：7月20日0时 中风险→低风险：7月23日0时                                                                                      |
| 龙华区   | 民治街道 | 民新社区横岭一区第10栋、11栋、12栋、23栋 | 常态化防控→高风险：7月25日0时 高风险→中风险：8月3日3时 中风险→低风险：8月6日3时                                                                                    |
| 龙华区   | 民治街道 | 民新社区横岭一区第1至12栋、第13至24栋、第31至36栋、第43至45栋、第53至57栋                                                                               | 常态化防控→中风险：7月25日0时 中风险→高风险：7月27日3时 高风险→中风险：8月3日3时 中风险→低风险：8月6日3时                                                          |
| 龙华区   | 民治街道 | 民乐社区民乐翠园第1至14栋（除高风险区外）、民乐老村、民乐花园第40栋                                                                                     | 常态化防控→中风险：7月9日12时 中风险→低风险：7月16日12时 |
| 龙华区   | 民治街道 | 民乐社区民乐新村第63栋 | 常态化防控→中风险：7月9日12时 中风险→低风险：7月16日12时 |
| 龙华区   | 民治街道 | 北站社区龙悦居2期（除高风险区外） | 低风险→中风险：7月13日0时 中风险→低风险：7月20日0时 |
| 龙华区   | 民治街道 | 民乐社区滢水山庄一区、华景乐园 | 低风险→中风险：7月13日0时 中风险→低风险：7月16日0时 |
| 龙华区   | 民治街道 | 民新社区横岭一区（除高风险区外）、悦湖大厦、横岭小区、横岭三区、横岭五区、榕苑、皇嘉广场、皇嘉商业广场                                                  | 常态化防控→中风险：7月25日0时 中风险→低风险：8月3日3时 |
| 龙华区   | 民治街道 | 民治街道全域（除中、高风险区外） | 常态化防控→低风险（第一次）：7月9日12时 低风险→常态化防控（第一次）：7月23日0时 常态化防控→低风险（第二次）：7月25日0时 低风险→常态化防控（第二次）：8月6日3时     |
| 龙华区   | 龙华街道 | 油松社区油松综合小区B2至B4栋、C栋 | 常态化防控→高风险：7月24日18时 高风险→中风险：7月31日18时 中风险→低风险：8月3日18时                                                                                |
| 龙华区   | 龙华街道 | 油松社区油松综合小区A1至A16栋、A17至A23栋、D栋 | 常态化防控→中风险：7月24日18时 中风险→低风险：7月31日18时 |
| 龙华区   | 龙华街道 | 龙华街道全域（除中、高风险区外） | 常态化防控→低风险：7月24日18时 低风险→常态化防控：8月3日18时 |
| 大鹏新区 | 葵涌街道 | 海语山林1栋AB单元 | 常态化防控→高风险：7月20日0时 高风险→中风险：7月27日0时 中风险→低风险：7月30日0时                                                                                  |
| 大鹏新区 | 葵涌街道 | 海语山林小区（除高风险区外） | 常态化防控→中风险：7月20日0时 中风险→低风险：7月27日0时 |
| 大鹏新区 | 葵涌街道 | 葵涌街道全域（除高、中风险区外） | 常态化防控→低风险：7月20日0时 低风险→常态化防控：7月30日0时 |
| 龙岗区   | 布吉街道 | 布吉社区横向南街13号、百花一路东四巷6号和7号、百花一路东三巷6号和7号                                                                                    | 常态化防控→高风险：7月21日0时 高风险→中风险：7月28日0时 中风险→低风险：7月31日0时                                                                                  |
| 龙岗区   | 布吉街道 | 布吉社区百花一街东一巷至九巷（除高风险区外） | 常态化防控→中风险：7月21日0时 中风险→低风险：7月28日0时 |
| 龙岗区   | 布吉街道 | 布吉街道全域（除高、中风险区外） | 常态化防控→低风险：7月21日0时 低风险→常态化防控：7月31日0时 |
| 龙岗区   | 坂田街道 | 新雪社区下雪村后山西二巷三号和四号，西三巷二号、三号和四号                                                                                              | 常态化防控→高风险：7月22日0时 高风险→中风险：7月29日0时 中风险→低风险：8月1日0时                                                                                   |
| 龙岗区   | 坂田街道 | 坂田社区黄金山七巷12、13、14号 | 低风险→高风险：7月22日12时 高风险→中风险：7月29日12时 中风险→低风险：8月1日12时                                                                                    |
| 龙岗区   | 坂田街道 | 坂田社区吉华路534号楼栋 | 低风险→高风险：7月24日0时 高风险→中风险：7月31日0时 中风险→低风险：8月3日0时                                                                                       |
| 龙岗区   | 坂田街道 | 新雪社区帝利花园、簕杜鹃幼儿园、下雪村后山（除高风险区外）                                                                                              | 常态化防控→中风险：7月22日0时 中风险→低风险：7月29日0时 |
| 龙岗区   | 坂田街道 | 坂田社区黄金山六巷、七巷（除高风险区外） | 低风险→中风险：7月22日12时 中风险→低风险：7月29日12时 |
| 龙岗区   | 坂田街道 | 五和大道以东—黄金山小区一巷以北（除黄金山幼儿园）—黄金山公园以西—坂兴路以南围合区域                                                                     | 低风险→中风险：7月22日12时 中风险→低风险：7月29日12时 |
| 龙岗区   | 坂田街道 | 坂田社区吉华路532号、536号、538号、540号、542号楼栋，上围一巷8号、9号楼栋                                                                               | 低风险→中风险：7月24日0时 中风险→低风险：7月31日0时 |
| 龙岗区   | 坂田街道 | 坂田街道全域（除高、中风险区外） | 常态化防控→低风险：7月22日0时 低风险→常态化防控：8月3日0时 |
| 龙岗区   | 横岗街道 | 怡锦社区天颂雅苑2栋 | 常态化防控→高风险：7月22日6时 高风险→中风险：7月29日6时 中风险→低风险：8月1日6时                                                                                   |
| 龙岗区   | 横岗街道 | 怡锦社区天颂雅苑（除高风险区外） | 常态化防控→中风险：7月22日6时 中风险→低风险：7月29日6时 |
| 龙岗区   | 横岗街道 | 横岗街道全域（除高、中风险区外） | 常态化防控→低风险：7月22日6时 低风险→常态化防控：8月1日6时 |
| 龙岗区   | 吉华街道 | 丽湖社区上水花园6区77-6、7、8栋，66-4、5、6栋，88-6、7、8栋                                                                                             | 常态化防控→高风险：7月25日9时 高风险→中风险：8月1日0时 中风险→低风险：8月4日0时                                                                                    |
| 龙岗区   | 吉华街道 | 丽湖社区上水花园（除高风险区外） | 常态化防控→中风险：7月25日9时 中风险→低风险：8月1日0时 |
| 龙岗区   | 吉华街道 | 吉华街道全域（除高、中风险区外） | 常态化防控→低风险：7月25日9时 低风险→常态化防控：8月4日0时 |
| 龙岗区   | 平湖街道 | 凤凰社区横岭路18号、横岭路20号、横岭路22号、文山巷2号、文山巷4号、文山巷5号、文山巷6号                                                                  | 常态化防控→高风险：7月27日9时 高风险→中风险：8月3日9时 中风险→低风险：8月6日9时                                                                                    |
| 龙岗区   | 平湖街道 | 凤凰社区双拥街以南、建设路及横岭路以北、平湖大街以东、凤凰大道以西、横岭路两侧围合区域（除高风险区外）                                                  | 常态化防控→中风险：7月27日9时 中风险→低风险：8月3日9时 |
| 龙岗区   | 平湖街道 | 平湖街道全域（除高、中风险区外） | 常态化防控→低风险：7月27日9时 低风险→常态化防控：8月6日9时 常态化防控→低风险：8月29日0时                                                                           |
| 宝安区   | 航城街道 | 三围社区宝安大道5005号汇庭居 | 常态化防控→高风险：7月23日0时 高风险→中风险：7月30日0时 中风险→低风险：8月2日0时                                                                                   |
| 宝安区   | 航城街道 | 宝安大道-内环路-盛航路-机场外排渠围合区域（除高风险区外）                                                                                               | 常态化防控→中风险：7月23日0时 中风险→低风险：7月30日0时 |
| 宝安区   | 航城街道 | 后瑞社区瑞发路62号及周边24栋（以实际围合为准） | 低风险→中风险：7月24日 中风险→低风险：7月31日0时 |
| 宝安区   | 航城街道 | 航城街道全域（高风险区、中风险区除外） | 常态化防控→低风险：7月23日0时 中风险→低风险：8月2日0时 |
| 宝安区   | 新安街道 | 海裕社区幸福海岸花园小区8栋A、B、C座 | 常态化防控→高风险：7月24日0时 高风险→中风险：7月31日0时 中风险→低风险：8月3日0时                                                                                   |
| 宝安区   | 新安街道 | 海裕社区幸福海岸花园（8栋A、B、C座除外） | 常态化防控→中风险：7月24日0时 中风险→低风险：7月31日0时 |
| 宝安区   | 新安街道 | 新安街道全域（高风险区、中风险区除外） | 常态化防控→低风险：7月24日0时 低风险→常态化防控：8月3日0时 |
| 宝安区   | 福永街道 | 兴围社区怡丰酒店 | 常态化防控→中风险：7月24日 中风险→常态化防控：7月31日0时 |
| 坪山区   | 坑梓街道 | 长隆二区一巷1、2、3号，长隆二区二巷1、2、3号 | 常态化防控→高风险：7月24日12时 高风险→中风险：7月31日12时 中风险→低风险：8月3日12时                                                                                |
| 坪山区   | 坑梓街道 | 金沙社区长隆二区（除高风险区外） | 常态化防控→中风险：7月24日12时 中风险→低风险：7月31日12时 |
| 坪山区   | 坑梓街道 | 坑梓街道全域（除高、中风险区外） | 常态化防控→低风险：7月24日12时 低风险→常态化防控：8月3日12时 |

#### 核酸检测
6月18日，深圳市福田区开展全员核酸检测。7月7日起，深圳市南山区连续三天开展三轮全员核酸检测。7月22日晚8时至7月24日晚8时，深圳市在48小时内开展全市全员同时空核酸检测。7月24日，深圳市坪山区开展全员核酸检测“三天三检”。
此外，深圳各区继续维持常态化核酸要求，设立免费常态化核酸检测点，并配备防暑降温设备，及时增设黄码人员核酸采样点，以便市民进行核酸检测。罗湖区莲塘街道已从6月下旬启动抗原自测试点工作。

#### 日常生活
物资保障方面，本轮疫情发生后，深圳各区在所划定的“三区”组建工作小组，为居家隔离居民提供服务，确保物资供应充足，满足就医用药需求，并对小区开展消杀作业及全员核酸检测。
文体活动方面，深圳多个场馆、景区采取闭园、闭馆或调整入场核酸检测要求等措施，如6月19日起，深圳市儿童乐园暂停游园；悠·图书馆、罗湖美术馆临时闭馆；福田区、罗湖区宗教活动及民间信仰活动场所暂停对外开放、暂停集体宗教活动；进入深圳湾体育中心、南山文体中心、深圳欢乐谷、盐田区游泳馆等场所需持48小时内核酸检测阴性证明方可进入；部分讲座活动改为线上直播、延期举行或取消。
6月25日，深圳市福田区发布通告，宣布对全域社区小区、城中村再次实行封闭式管理，查验24小时核酸阴性证明或24小时内核酸采样记录，所有外卖、快递等不进入社区小区，大型会议活动暂停举办，暂停游园、广场舞等活动，各类公园关闭，批发市场（农贸市场除外）和卡拉OK、棋牌室、影剧院、网吧、歌厅、酒吧、台球厅、博物馆、图书馆、健身场所、室内游泳馆、洗浴中心、培训机构等室内密闭场所暂停营业，餐馆、公共食堂控制经营规模、营业时间，该通告暂定执行三天。6月28日，深圳市福田区发布后续通告，继续开展核酸检测筛查，开放批发市场（含农贸市场、农产品批发市场），此前公布的其他措施继续执行。

#### 学校教育
本轮疫情发生后，福田区、罗湖区、南山区校园疫情防控工作专班陆续发布通告，居住在封控区、管控区的师生员工暂不返校，安排线上教学，居住在防范区的师生员工持24小时核酸检测结果及粤康码绿码返校，严格实行“两点一线”；封控区、管控区和防范区所有校外教育培训机构和校外托管机构暂停线下服务。
本轮疫情正值深圳中考期间，6月22日，深圳市招考办发布中考防疫温馨提示，要求所有中考考生进入考点时应具有考前24小时核酸检测阴性证明（或考前48小时内的核酸检测阴性证明和考前24小时核酸采样记录），27日下午考试结束后，考生须参加考点统一组织的核酸检测。部分处于集中隔离、居家隔离或封闭封控管理状态的考生，深圳市招考办已分级设置了医院考场（即深圳市第三人民医院）、隔离酒店考点、备用隔离考点等特殊考点。
此外，鉴于罗湖区疫情形势变化，7月7日晚上，深圳市招考办发布公告，7月9日至10日，将原安排在罗湖区考点参加深圳市2022年1月自学考试补考的全部考生，整体平移安排在龙华区考点参加考试，所有考生进入考点须凭24小时核酸检测阴性证明（或48小时内的核酸检测阴性证明和24小时核酸采样记录）。

#### 交通应对
因本轮疫情发展迅速，6月24日起，进入深圳全市交通场站（机场、火车站、汽车站、客运码头、地铁站）、乘坐公共交通工具（地铁、公共汽车、出租车、网约车）、进入公共密闭空间等须凭48小时核酸检测阴性证明或当日核酸采样凭证。

##### 地铁
| 轨道交通车站 | 线路           | 暂停运营時間      | 恢复运营時間      |
| ------------ | -------------- | ----------------- | ----------------- |
| 华强路站     | █1号线         | 2022年6月25日     | 2022年7月3日      |
| 岗厦站       | █1号线 █10号线 | 2022年6月25日     | 2022年7月3日      |
| 岗厦北站     | █2号线         | 2022年6月25日     | 2022年7月3日      |
| 华强南站     | █7号线         | 2022年6月25日     | 2022年7月3日      |
| 赤尾站       | █7号线         | 2022年6月25日     | 2022年7月3日      |
| 笋岗站       | █7号线         | 2022年7月22日     | 2022年7月29日16时 |
| 沙尾站       | █7号线         | 2022年7月23日     | 2022年8月4日      |
| 后瑞站       | █1号线         | 2022年7月23日     | 2022年7月30日     |
| 下沙站       | █9号线         | 2022年7月25日     | 2022年8月2日      |
| 石厦站       | █3号线 █7号线  | 2022年7月27日     | 2022年8月2日      |
| 双拥街站     | █10号线        | 2022年7月27日11时 | 2022年8月6日9时   |

- 6月25日，1号线华强路站，1号线、10号线岗厦站，2号线岗厦北站，7号线华强南站、赤尾站暂停运营，双方向列车不停站通过。7月3日，岗厦站、岗厦北站、华强南站、赤尾站恢复正常运营[268]。
- 7月22日，7号线笋岗站暂停运营[269]。7月23日，1号线后瑞站、7号线沙尾站暂停运营[270][271]。7月25日，9号线下沙站暂停运营[272]。7月27日，3号线、7号线石厦站、10号线双拥街站暂停运营[273]。
- 7月29日16时，笋岗站恢复正常运营[274]。7月30日，后瑞站恢复正常运营[275]。8月2日，石厦站、下沙站恢复正常运营[276]。8月4日，沙尾站恢复正常运营[277]。8月6日，双拥街站恢复正常运营[278]。

##### 公交
- 6月25日，岗厦北地铁站、福华新村、彩福大厦等3个公交站暂停运营，途经公交线路采取跳站措施，深圳公交97线、M590线临时停运[279]。7月3日，岗厦北地铁站、福华新村、彩福大厦等3个公交站恢复运营服务，途经公交线路正常停靠，深圳公交97线恢复营运[280]。
- 7月25日，深圳公交303线等32条公交线路采取跳站措施[281]，后陆续分批恢复。

##### 水路航运
- 6月19日，深圳蛇口至澳门（外港、氹仔）往返航线停航。6月20日，深圳蛇口至海岛（外伶仃岛、东澳岛、桂山岛）往返航线停航[282]，深圳机场码头至珠海九洲港、中山港往返航线停航[283]。6月24日，深圳蛇口至珠海九洲港往返航线全线停航[284]。7月6日，深圳蛇口至珠海九洲港往返航线复航[285]。7月9日，深圳蛇口至海岛（外伶仃岛、东澳岛、桂山岛）往返航线复航[286]。
- 7月12日，受深圳本地疫情影响[137]，深圳蛇口至珠海九洲港往返航线再次临时停航。7月13日，深圳蛇口至各海岛（外伶仃岛、东澳岛、桂山岛）往返航线再次临时停航[287]。7月31日，深圳蛇口至珠海九洲港往返航线再次复航[288]。8月3日，深圳蛇口至海岛（外伶仃岛、东澳岛、桂山岛）往返航线再次复航[289]。8月8日，深圳蛇口至澳门（外港、氹仔）往返航线复航[290]。
- 8月12日，受深圳本地疫情影响[150]，深圳蛇口至澳门（外港、氹仔）、珠海九洲港、各海岛（外伶仃岛、东澳岛、桂山岛）等航线再度全线停航[291]。8月19日，深圳机场码头至珠海九洲港往返航线复航[292]。

#### 处置违法犯罪

##### 顶替他人进行核酸检测
7月12日晚上，深圳市福田区沙头街道上沙塘晏村伙头领核酸检测测点工作人员发现一名男子顶替他人进行核酸检测，警方调查发现有三名涉案人员，已被福田警方行政拘留5日。
7月24日晚上，深圳市罗湖区黄贝街道文华社区核酸检测采样点发现一名冒名顶替他人做核酸采样的男子，且拒绝出示身份证件。经查，该男子因女友不便外出，则顶替女友进行核酸采样。罗湖警方已对该男子作出行政拘留5日的处罚。
7月26日，深圳市宝安区沙井街道壆岗社区核酸检测点发现一名冒名顶替他人做核酸采样的人员。经查，陆某冒名顶替他人进行核酸检测采样，已被宝安警方行政拘留5日。
7月26日晚上，深圳市宝安区新桥街道上星社区两处核酸采样点各发现一名冒名顶替他人做核酸检测的人员。经了解，其中一位冒名顶替人员结束个人采样后，便重新排队冒名顶替其老公进行核酸检测；另一位冒名顶替人员在出示粤核酸码期间，被工作人员察觉其身份证号码存在可疑，后经询问，该人员承认系帮其妻子代做核酸。宝安警方已对两名涉案人员作出了行政处罚。
7月29日下午，深圳市宝安区新安街道宝民社区核酸检测采样点发现胡某某冒名顶替他人做核酸采样，立即向警方报案。经查，胡某某已确认其违法行为，待宝安警方下一步处理。
7月29日晚上，深圳市宝安区新安街道洪浪社区核酸检测采样点发现梁某某冒名顶替他人做核酸采样。经查，梁某某为某外卖兼职人员，接到市民黄某某提出代检要求的外卖平台订单。宝安警方已对梁某某给予拘留处罚，对下单人黄某某的调查还在进行中。同时，相关部门已对某外卖平台进行约谈，要求核查整改。
8月8日下午，女子彭某在深圳市大鹏新区葵涌街道土洋社区核酸检测采样点出示粤核酸码时，被工作人员发现有冒名顶替他人做核酸采样的嫌疑，后经询问，彭某承认是帮其老公陈某做核酸采样。与此同时，工作人员发现另一名李姓女子同样存在代替他人做核酸采样的情况。深圳市公安局大鹏分局依据《中华人民共和国治安管理处罚法》第二十三条第一款之规定，对彭某、李某处以行政拘留5日的处罚。

##### 打击走私犯罪
7月16日，深圳市公安局南山分局发布情况通报，该局联合联合海关缉私等部门破获跨境走私系列案件，抓获违法犯罪嫌疑人30名。经侦查，某快递点站长陈某某与境外人员勾结，通过跨境货柜车司机违规夹带货物入境，后由接驳区的外聘人员转交快递员、送餐员代为接收，再将走私物品转寄至网店或买家，存在传播疫情潜在风险。
7月18日，深圳市公安局宝安分局发布情况通报，该局联合交通运输等部门连续破获多宗利用跨境货车夹带走私物品，涉嫌妨害传染病防治罪案件，抓获违法犯罪嫌疑人5名，及时斩断两条具有疫情传播潜在风险的走私链条。
7月21日，深圳市公安局指挥部指挥长彭国庆在深圳市政府新闻发布会介绍，深圳市已成功破获利用跨境司机夹带走私物品、涉嫌妨害传染病防治罪案件25起，抓获违法犯罪嫌疑人82人，其中采取刑事措施75人，行政处罚7人，查明涉嫌夹带走私物品跨境司机19人。

##### 打击非法入境
7月11日晚上，文锦渡边检站民警在文锦渡口岸对一辆深港跨境货车办理入境手续时，发现该跨境货车有人员藏匿车体的嫌疑。民警当即对该车采取合围包抄，最终当场抓获3名嫌疑人，经初步审查，3人均为外籍人员，企图非法入境。
8月4日清晨，6名男女乘坐快艇从香港水域企图翻越盐田港码头隔离围网偷渡入境，被深圳边检总站民警当场抓获。
8月5日晚上，深圳湾边检站民警在深圳湾口岸货检查验场地深港分界线处成功拦截1名企图非法入境的男子。后经核酸检测，这名男子的核酸检测结果为阳性，随后民警将男子协调转运至深圳市第三人民医院进行隔离治疗。

#### 其他
6月27日，深圳市公安局发布《关于加强香港回归25周年庆典活动期间无人机等“低慢小”航空器安全管理的通告》，6月28日0时至7月3日24时，深圳全市范围内禁止使用无人机等“低慢小”航空器。
7月6日，为贯彻落实中共中央关于“疫情要防住、经济要稳住、发展要安全”要求，深圳市人民政府制定发布《关于扎实推动经济稳定增长的若干措施》。
7月14日，深圳市南山区住房和建设局发布警示通报，金蝶软件园、海岸城购物中心、龙城花园存在防控意识松懈、防控措施落实不到位的现象，该局对相关物业公司发出《不良行为认定告知书》。
7月18日，深圳市福田区住房和建设局发布警示通报，梅兴苑、景田西小区、福源花园存在防控措施执行打折扣的现象，该局已对相关物业公司作出不良行为认定。
7月20日，深圳市新冠肺炎疫情防控指挥部办公室发布《关于严厉打击深港跨境货物运输违法违规行为的通告》，列出對跨境貨車司機及相關作業人員的10項規定，其中包括不准為他人帶貨、不准開窗或打開車門拋遞接物品等等。不遵守規定的司機將取消豁免資格及作業資格，嚴重者依法追究法律责任。翌日，深圳市交通运输局副局长徐炜在深圳市政府新闻发布会提醒，市民如发现跨境货车存在可疑情况，可向公安机关或各区跨境货运专班举报，并视案情给予奖励。
7月23日，中共深圳市委组织部发布《致全市市民朋友和党员干部的一封信：“疫”不容“迟”，你我同行动》，信中指出，坚持“动态清零”总方针不犹豫不动摇，以市民朋友“静”下来的默契配合，以广大党员干部“动”起来的责任担当，打响一场动静兼合、攻守相济的疫情歼灭战。

### 广州市
6月19日，广州市疾控中心发布提醒，有深圳市福田区、罗湖区旅居史的来（返）穗人员，须向所在社区（村）、单位、酒店主动报备，实行3天居家健康监测+11天自我健康监测，前3天非必要不外出，不返岗返校；有深圳市（除福田区、罗湖区外）旅居史的来（返）穗人员，须就近完成一次核酸检测。
7月23日，广州市番禺区疾控中心发布提醒，7月23日乘坐高铁G9532次列车从深圳北站到长沙南站（中途停靠广州南站）的人员，立即向所在社区（村）联系报备，并前往就近的黄码核酸检测点进行核酸检测，同时按照社区（村）和疾控部门要求配合做好健康管理。

### 东莞市
6月18日，东莞市疾控中心发布提醒，有深圳市福田区香蜜湖街道、罗湖区南湖街道旅居史的实施3天居家管理+11天自我健康监测，有深圳市福田区（除香蜜湖街道）、有罗湖区（除南湖街道）旅居史的人员开展“四个一”健康管理，莞深通勤人员必须保持48小时内核酸阴性证明且健康码为绿码。
7月10日，受东莞市塘厦镇新增1例本土无症状感染者影响，东莞巴士莞915路临时停运。7月18日，东莞巴士莞915路恢复运营。7月27日，受深圳市龙岗区平湖街道划定“三区”影响，东莞巴士莞915路再次临时停运。8月7日，东莞巴士莞915路再次恢复运营。

### 惠州市
核酸检测方面，6月19日，惠州市疾控中心发布提醒，建议6月11日以来从深圳市来（返）惠的人员，须就近完成一次核酸检测。自6月14日以来有深圳市旅居史来（返）惠人员，须向所在社区（村）、单位、酒店主动报备，接受健康管理，完成3天2检，两次检测间隔24小时。
交通出行方面，6月19日，惠州公交208路临时缩短至隆腾盛世（坑塘村）站，暂停深圳段运营，大亚湾公交138B线、266线、268线、336线、深惠4线亦暂停深圳段运营。6月28日，惠州公交208路、大亚湾公交138B线、266线、268线、336线、深惠4线恢复深圳段运营，在深圳路段乘坐上述线路须凭48小时核酸检测阴性证明或当日核酸采样凭证。

## 争议

### 男子核酸检测点插队后持刀划伤保安
7月13日晚上，深圳市南山区科兴科学园发布通报，男子李某在科兴科学园核酸检测点插队，引起周边正常排队的群众不满，并与劝导的保安发生口角，随后拿出小刀挥舞划伤保安。目前警方已介入处置，伤者被及时送医，均无大碍。

### 律师因“黄码”无法出庭被撤诉
7月12日下午，一位来自广州的宋姓律师有一起民事案件在深圳市光明区人民法院开庭。但当日中午，该律师在查看健康码时发现被赋“黄码”，并被标注为防控区域重点人员。宋律师多次联系深圳市光明区人民法院无果，到达法院楼下后无法进入法院，申请线上开庭亦遭到拒绝，最终被按未到庭撤诉处理。7月17日下午，深圳市光明区人民法院通过微博回应此事，称宋律师反映因“黄码”无法正常出庭参加诉讼，法院按撤诉处理确有不妥，现已依法予以纠正，已暂停相关人员职务，并向当事律师致歉。